# Central nuclear de Ningde
La Central nuclear de Ningde (en chino tradicional: 寧德核電站) es una planta de energía nuclear en la provincia de Fujian, en China. El sitio está ubicado en la aldea de beiwan en la ciudad de Qinyu, Fuding, Ningde, Fujian.  La planta tendrá en última instancia de seis Reactores de agua presurizada de 1.080 megavatios (MWe) CPR-1000  (PWR).  El primer reactor comenzó a operar el 18 de abril de 2013. El proyecto de Ningde sobre Energía Nuclear fue aprobado por la Comisión Nacional de Desarrollo y Reforma (CEDR) en 2007.